# Митинки
Митинки (рос. Митинки) — присілок в Боровському районі Калузької області Російської Федерації.
Населення становить 0 осіб. Входить до складу муніципального утворення Муніципальне утворення присілок Сов'яки.

## Історія
До 1944 року населений пункт належав до Московської області. Від 1944 року в складі Калузької області.
Від 2004 року входить до складу муніципального утворення Муніципальне утворення присілок Сов'яки.

## Населення
| 1989 | 2002 | 2010 |
| ---- | ---- | ---- |
| 0    | ↗1   | ↘0   |